# دیوید ویلیسون
دیوید ویلیسون (انگلیسی: David Willison; ۲۵ دسامبر ۱۹۱۹ – ۲۴ آوریل ۲۰۰۹) فرد نظامی اهل بریتانیا بود. وی همچنین برندهٔ جوایزی همچون صلیب نظامی شده‌است.